# سیارک ۲۴۱۲۶
سیارک ۲۴۱۲۶ (به انگلیسی: 24126 Gudjonson، نامگذاری:1999VC49) بیست و چهار هزار و صد و بیست و ششمین سیارک کشف شده‌است که در ۳ نوامبر ۱۹۹۹ کشف شد.
قدر مطلق سیارک برابر ۱۸.۶ است.